# Casper Ulrich Mortensen
Casper Ulrich Mortensen (ur. 14 grudnia 1989 r. w Kopenhadze) – duński piłkarz ręczny, reprezentant kraju, grający na pozycji lewoskrzydłowego. Od 2018 roku jest zawodnikiem Barcelony.
Uczestniczył na igrzyskach olimpijskich w Rio de Janeiro, na których zdobył złoty medal.

## Sukcesy

### Reprezentacyjne
Igrzyska olimpijskie:
- Rio de Janeiro 2016

Mistrzostwa świata:
- Niemcy/Dania 2019
- Hiszpania 2013

Mistrzostwa Europy:
- Dania 2014

Mistrzostwa świata U-21:
- Egipt 2009

### Klubowe
Puchar Danii:
- 2013

Puchar Niemiec:
- 2017/2018